# Орден Заслуг (Перу)
Орден Заслуг — государственная награда Перу.

## История
Орден Заслуг был учреждён 18 июля 1950 года временным президентом Перу Мануэлем Одриа, в период подготовки к президентским выборам. Новый орден был предназначен для вознаграждения перуанцев и иностранных граждан за заслуги в области искусства, промышленности и торговли.

## Степени
Орден имеет пять степеней, а также специальную степень для вручения главам иностранных государств, монархам и принцам:
- Кавалер Большого креста
- Гранд-офицер
- Командор
- Офицер
- Кавалер

## Описание
Знак ордена — многолучевая звезда овальной формы с лучами в виде пластин в орнаментальном стиле инков. В центре круглый медальон с широкой каймой белой эмали. В медальоне между пальмовой и лавровой ветвями композиция: восходящее солнце инков над горными вершинами Анд на берегу океана. Сверху на кайму наложена лента красной эмали с надписью: «AL MERITO POR SERVICIOS DISTINGUIDOS»; внизу лента красной эмали с надписью: «REPUBLICA PERUANA».
Знак при помощи орнаментального звена крепится к орденской ленте.
Звезда ордена аналогична знаку, но большего размера.
 Лента ордена тёмно-пурпурного цвета.